# Королевская тетра
Королевская тетра, или пальмери (лат. Nematobrycon palmeri) — вид пресноводных лучепёрых рыб семейства харациновых.

## Описание
Королевская тетра достигает длины 5—8 см. Брюхо бело-жёлтое. Вдоль тела проходит тёмная неширокая полоса. Спина оливкового цвета с коричневым. Плавники полупрозрачные, жёлто-зеленые. У самца радужины голубого цвета, у самки — зелёного.

## Распространение
Королевская тетра обитает в Колумбии, в бассейне реки Сан-Хуан.